# Macronemurus gallus
Macronemurus gallus är en insektsart som beskrevs av Hölzel 1987. Macronemurus gallus ingår i släktet Macronemurus och familjen myrlejonsländor. Inga underarter finns listade i Catalogue of Life.